# زمین‌لرزه ۲۰۱۱ کوتاهیا
زمین‌لرزه کوتاهیا  در تاریخ ۱۹ مه ۲۰۱۱ میلادی، برابر با ‎۲۹ اردیبهشت ۱۳۹۰، ساعت ۲۰:۱۵:۲۳٫۰ به زمان یوتی‌سی در ترکیه ، منطقه سیماوو رخ داد.ژرفای این زلزله ۴٫۶ کیلومتر بود. بزرگی آن ۵٫۸ در مقیاس بدست آمده‌است.
بیشینهٔ شدت آن در مقیاس مرکالی، VII اعلام شده‌است.شمار کشتگان نزدیک به ۲ نفر گزارش شده‌است.
پروژهٔ جهانی تنسور گشتاور مرکزوار پارامتر زمان مرکزوار زمین‌لرزه را با اختلاف ۵٫۴ ثانیه نسبت به زمان رخداد اشاره شده در بالا و مختصات مرکزوار را در ۳۹°۰۸′شمالی ۲۹°۰۵′شرقی / ۳۹٫۱۴°شمالی ۲۹٫۰۸°شرقی محاسبه کرد و همچنین، ژرفا در ۱۲٫۰ کیلومتر ثابت شده‌است. در این محاسبات زاویه‌های (راستا، شیب، ریک) گسل سازندهٔ زمین‌لرزه و صفحه عمود بر آن برابر با (°۲۷۵، °۴۵، °-۱۰۲) یا (°۱۱۱، °۴۶، ° -۷۸) حاصل شده‌است.